# Suite Habana
Suite Habana és una pel·lícula documental cubana estrenada el 2003 i dirigida per Fernando Pérez. Fou nominat al Goya a la millor pel·lícula estrangera de parla hispana

## Sinopsi
Dins de la multiplicitat de rostres i llocs, s'entrecreuen les històries de personatges anònims en el decursar del dia i la nit. Diversos éssers summament peculiars alternen sobre el teixit viu de la ciutat, i cadascun d'ells representa la curiosa diversitat de grups socials que es mouen a l'Havana d'avui. No hi ha actors professionals en el film. Els personatges reals interpreten en pantalla les seves autèntiques vides. Un jove ballarí, una anciana venedora de maní, un nen amb Síndrome de Down i el seu entorn, un metge que acomiada al germà i somia ser actor... Al final, cadascun dels protagonistes són presentats amb els seus noms, edats i la seva disposició per a somiar; tal vegada l'obsessió que recorre tota la pel·lícula.

## Repartiment
- Francisco Cardet
- Amanda Gautier
- Iván Carbonellen
- Juan Carlos Roqueen
- Jorge Luis Roqueen
- Norma Pérez
- Raquel Nodalen
- Waldo Morales
- Ernesto Díaz
- Julio Castro
- Francisquito Cardet
- Heriberto Borroto

## Palmarès cinematogràfic
- Premis Coral a la millor direcció (Fernando Pérez) i a la millor música (Edesio Alejandro i Ernesto Cisneros) al Festival Internacional del Nou Cinema Llatinoamericà de l'Havana.
- Premi Especial del Jurat, Festival de cinema llatinoamericà de Trieste, Itàlia, 2003.